# 1165년

## 연호
- 남송(南宋) 융흥(隆興) 2년 / 건도(乾道) 원년
- 금(金) 대정(大定) 5년
- 일본(日本) 조칸(長寛) 3년 / 에이만(永万) 원년
- 서하(西夏) 천성(天盛) 17년
- 리 왕조(李朝) 찐롱바오응(正隆寶應) 3년

## 기년
- 남송(南宋) 효종(孝宗) 3년
- 금(金) 세종(世宗) 5년
- 고려(高麗) 의종(毅宗) 19년
- 서하(西夏) 인종(仁宗) 26년
- 리 왕조(李朝) 영종(英宗) 28년

## 탄생
- 8월 21일 - 프랑스의 필리프 2세
- 신성로마제국의 하인리히 6세
- 이븐 아라비[1]